# Иордания на летних Олимпийских играх 2008
Иордания принимала участие в Летних Олимпийских играх 2008 года в Пекине (Китай), но не завоевала ни одной медали. Сборная страны состояла из 7 спортсменов (3 мужчины, 4 женщины), которые приняли участие в соревнованиях по лёгкой атлетике, конному спорту, плаванию, настольному теннису и тхэквондо.

## Состав олимпийской команды

### Конный спорт
Индивидуальный конкур
| Спортсмен       | Лошадь  | Дисциплина            | Этап 1 | Этап 1 | Этап 2               | Этап 2               | Этап 2               | Этап 3               | Этап 3               | Этап 3               | Финал                | Финал                | Финал                | Финал                | Финал                | Финал                |
| Спортсмен       | Лошадь  | Дисциплина            | Этап 1 | Этап 1 | Этап 2               | Этап 2               | Этап 2               | Этап 3               | Этап 3               | Этап 3               | Этап A               | Этап A               | Этап B               | Этап B               | Всего                | Всего                |
| Спортсмен       | Лошадь  | Дисциплина            | Штраф  | Место  | Штраф                | Всего                | Место                | Штраф                | Всего                | Место                | Штраф                | Место                | Штраф                | Место                | Штраф                | Место                |
| --------------- | ------- | --------------------- | ------ | ------ | -------------------- | -------------------- | -------------------- | -------------------- | -------------------- | -------------------- | -------------------- | -------------------- | -------------------- | -------------------- | -------------------- | -------------------- |
| Ибрахим Бишарат | Сам-Сам | Индивидуальный конкур | 19     | 71     | Закончил выступление | Закончил выступление | Закончил выступление | Закончил выступление | Закончил выступление | Закончил выступление | Закончил выступление | Закончил выступление | Закончил выступление | Закончил выступление | Закончил выступление | Закончил выступление |

### Лёгкая атлетика
| Спортсмен          | Дисциплина     | Предварительный этап 1 | Предварительный этап 1 | Предварительный этап 2 | Предварительный этап 2 | Полуфинал             | Полуфинал             | Финал                 | Финал                 |
| Спортсмен          | Дисциплина     | Результат              | Место                  | Результат              | Место                  | Результат             | Место                 | Результат             | Место                 |
| ------------------ | -------------- | ---------------------- | ---------------------- | ---------------------- | ---------------------- | --------------------- | --------------------- | --------------------- | --------------------- |
| Халил Аль-Ханахнех | 200 м, мужчины | 21,55                  | 15                     | Закончил выступление   | Закончил выступление   | Закончил выступление  | Закончил выступление  | Закончил выступление  | Закончил выступление  |
| Бараах Авадаллах   | 800 м, женщины | 2:18,41                | 36                     | Закончила выступление  | Закончила выступление  | Закончила выступление | Закончила выступление | Закончила выступление | Закончила выступление |

### Плавание
| Спортсмен    | Дисциплина                   | Отборочные | Отборочные | Полуфинал             | Полуфинал             | Финал                 | Финал                 |
| Спортсмен    | Дисциплина                   | Время      | Место      | Время                 | Место                 | Время                 | Место                 |
| ------------ | ---------------------------- | ---------- | ---------- | --------------------- | --------------------- | --------------------- | --------------------- |
| Анас Хамадех | Мужчины, 50 м, вольный стиль | 24,40      | 59         | Закончил выступление  | Закончил выступление  | Закончил выступление  | Закончил выступление  |
| Разан Таха   | Женщины, 50 м, вольный стиль | 27,82      | 56         | Закончила выступление | Закончила выступление | Закончила выступление | Закончила выступление |

### Настольный теннис
Женщины
| Спортсмен   | Разряд    | Отборочные                               | Этап 1                | Этап 2                | Этап 3                | Этап 4                | Четвертьфинал         | Полуфинал             | Финал                 |
| Спортсмен   | Разряд    | Соперник Результат                       | Соперник Результат    | Соперник Результат    | Соперник Результат    | Соперник Результат    | Соперник Результат    | Соперник Результат    | Соперник Результат    |
| ----------- | --------- | ---------------------------------------- | --------------------- | --------------------- | --------------------- | --------------------- | --------------------- | --------------------- | --------------------- |
| Зейна Шабан | Одиночный | Дана Хадакова Пор 11-3, 11-6, 11-8, 11-5 | Закончила выступление | Закончила выступление | Закончила выступление | Закончила выступление | Закончила выступление | Закончила выступление | Закончила выступление |

### Тхэквондо
Женщины
| Спортсмен    | В/К    | 1/16                  | Четвертьфинал         | Полуфинал             | Утешительный четвертьфинал | Утешительный полуфинал | Финал                 |
| Спортсмен    | В/К    | Соперник Результат    | Соперник Результат    | Соперник Результат    | Соперник Результат         | Соперник Результат     | Соперник Результат    |
| ------------ | ------ | --------------------- | --------------------- | --------------------- | -------------------------- | ---------------------- | --------------------- |
| Надин Давани | +67 кг | Адриана Кармона L 3-2 | Закончила выступление | Закончила выступление | Закончила выступление      | Закончила выступление  | Закончила выступление |